# Isoperla vevcianensis
Isoperla vevcianensis är en bäcksländeart som beskrevs av Ikonomov 1980. Isoperla vevcianensis ingår i släktet Isoperla och familjen rovbäcksländor. Inga underarter finns listade i Catalogue of Life.